# トラボグラート
トラボグラート（Dravograd (発音 [ˈdɾaːʋɔɡɾat] ( 音声ファイル); ドイツ語: Unterdrauburg)（ウンタードラウブルク））は、スロベニアの市。ドラバ川により隔てられたオーストリア国境にある。

## 地理
トラボグラートはスロベニア北部 ドラバ川、メジャ川、ミシュリニャ川の三つの川が合流するところにある。
同市はトラボグラート (Dravograd) 地区、チルネチェ (Črneče) 地区、 リベリチェ (Libeliče) 地区、シェンタャンジプリトラボグラート (Šentjanž pri Dravogradu) 地区、トルボニェ (Trbonje) 地区の5つの地区に所属する24の集落により構成されている。